# Facundo Argüello
Facundo Argüello (* 4. August 1992 in Córdoba) ist ein ehemaliger argentinischer Tennisspieler.

## Karriere
Facundo Argüello gewann auf der ATP Challenger Tour vier Einzel- und acht Doppeltitel. Seinen ersten Turniersieg erzielte er an der Seite von Agustín Velotti im Juli 2012 beim Challenger-Turnier in Lima. Zum 18. März 2013 durchbrach er erstmals die Top 200 der Weltrangliste im Einzel. Sein erstes Spiel auf der ATP World Tour bestritt er im Februar 2011 im Doppelbewerb der Copa Claro im argentinischen Buenos Aires. An der Seite von Juan Pablo Brzezicki verlor er sein Auftaktspiel gegen das topgesetzte Duo Daniele Bracciali und Potito Starace. Das erste Einzelspiel in dieser Kategorie bestritt er erst zwei Jahre später ebenfalls in Buenos Aires. Über die Qualifikationsrunden spielte er sich ins Hauptfeld des Turniers und stand in der ersten Runde seinem Landsmann Marco Trungelliti gegenüber. Wegen einer Bauchverletzung musste er letztlich das Spiel beim Stande von 6:4, 3:6 und 0:1 aufgeben.
Seit 2020 ist er nicht mehr international aktiv.

## Erfolge
| Legende (Anzahl der Siege)  |
| Grand Slam                  |
| ATP World Tour Finals       |
| ATP World Tour Masters 1000 |
| ATP World Tour 500          |
| ATP World Tour 250          |
| ATP Challenger Tour (12)    |

### Einzel

#### Turniersiege
| Nr. | Datum              | Turnier      | Belag | Finalgegner       | Ergebnis       |
| --- | ------------------ | ------------ | ----- | ----------------- | -------------- |
| 1.  | 29. September 2013 | Porto Alegre | Sand  | Máximo González   | 6:4, 6:1       |
| 2.  | 13. April 2014     | Itajaí       | Sand  | Diego Schwartzman | 4:6, 6:0, 6:4  |
| 3.  | 2. Mai 2015        | Tallahassee  | Sand  | Frances Tiafoe    | 2:6, 7:65, 6:4 |
| 4.  | 27. September 2015 | Campinas     | Sand  | Diego Schwartzman | 7:5, 6:3       |

### Doppel

#### Turniersiege
| Nr. | Datum             | Turnier           | Belag | Partner          | Finalgegner                       | Ergebnis          |
| --- | ----------------- | ----------------- | ----- | ---------------- | --------------------------------- | ----------------- |
| 1.  | 8. Juli 2012      | Lima              | Sand  | Agustín Velotti  | Claudio Grassi Luca Vanni         | 7:64, 7:65        |
| 2.  | 14. Juni 2014     | Košice            | Sand  | Ariel Behar      | Andriej Kapaś Błażej Koniusz      | 6:4, 7:64         |
| 3.  | 30. August 2014   | Como              | Sand  | Guido Andreozzi  | Steven Diez Enrique López Pérez   | 6:2, 6:2          |
| 4.  | 19. April 2015    | Sarasota (1)      | Sand  | Facundo Bagnis   | Chung Hyeon Divij Sharan          | 3:6, 6:2, [13:11] |
| 5.  | 17. April 2016    | Sarasota (2)      | Sand  | Nicolás Kicker   | Marcelo Arévalo Sergio Galdós     | 4:6, 6:4, [10:6]  |
| 6.  | 5. Juni 2016      | Fürth             | Sand  | Roberto Maytín   | Andrej Martin Sam Weissborn       | 6:3, 6:4          |
| 7.  | 12. Juni 2016     | Moskau            | Sand  | Roberto Maytín   | Aleksandre Metreweli Dmitri Popko | 6:2, 7:5          |
| 8.  | 18. November 2017 | Santiago de Chile | Sand  | Franco Agamenone | Máximo González Nicolás Jarry     | 6:4, 3:6, [10:5]  |